# Skagern
Skagern ist ein schwedischer See im Nationalpark Tiveden zwischen Värmland, Närke und Västergötland beziehungsweise den Seen Vänern und Vättern. 
Der Seespiegel liegt 68 Meter über Meereshöhe und 25 Meter über dem See Vänern. Seine Fläche beträgt 132 Quadratkilometer, von denen 69 in Västergötland, 39 in Värmland und 23 in der Provinz Örebro liegen. Der Skagern ist der neunzehntgrößte See Schwedens. Er ist von Nord nach Süd ca. 21 km lang, die Breite beträgt ±10 km.  Zuflüsse sind u. a. Svartälven und Letälven im Norden und im Süden mehrere. Durch den Gullspångsälven fließt im Westen Wasser in den Vänern ab. Der Fischreichtum ist groß: Hechte, Zander, Barsche, Lachse, Forellen, Felchen, Stinte, Aale und große Quappen. Die Ufer sind meist hügelig und bewaldet.
1916 erhielt das Elektrizitätsunternehmen Gullspång-Munkfors (siehe Gullspång) von König Gustav V. gegen Proteste der Anwohner die Genehmigung die Seehöhe zur Elektrizitätsgewinnung um etwa 1,6 Meter anzuheben. Die Wassermasse erhöhte sich so um etwa 200 Millionen Kubikmeter.
Der älteste bekannte Name aus dem 14. Jahrhundert ist Scaður. Die Schreibweise mit g kam erstmals im 17. Jahrhundert auf.